# Anna Muzik
Anna Muzik geborene Rohs (* 23. September 1891 in Wien; † 23. September 1943 ebenda) war eine österreichische Metallarbeiterin und Widerstandskämpferin.

## Leben
Anna Rohs war die Tochter eines Fleischhauergehilfen und hatte zehn Geschwister. Ihr Vater starb 1903, ihre Mutter 1905. Sie arbeitete zunächst als Hilfsarbeiterin und Büglerin und wurde 1911 Mitglied der Sozialdemokratischen Arbeiterpartei (SDAP) und der Freien Gewerkschaft für Textil- und Metallarbeiter. Mit dem Drehergehilfen Georg Muzik hatte sie die gemeinsame Tochter Margarethe „Grete“, die 1912 geboren wurde und eine weitere Tochter. Am 9. April 1917 heirateten die beiden, das Ehepaar lebte aber ab 1924 getrennt und ließ sich 1939 scheiden. Ab 1930 war Muzik Stanzerin in den Brown-Boveri Werken in Wien-Favoriten, die Triebwerke für U-Boote produzierten. 1937 schloss sie sich der verbotenen Kommunistischen Partei Österreichs (KPÖ) an und gehörte ab 1938 unter den Decknamen „Paula“ und „Irma“zu einer Betriebszelle in den Brown-Boveri Werken, welche die Kriegsproduktion sabotierte. Ab 1940 erstellte und verteilte sie Flugblätter der KPÖ und war Kassiererin für Spenden an die Rote Hilfe. Laut Urteil des Volksgerichtshofes stand Muzik mit den Widerstandskämpfern und -kämpferinnen Maria und Rudolf Fischer, Otto Kales, Leopold Maier, Käthe Odwody, Franz Plöbst, Waldemar Rubas, Karl Tomasek, Wilhelm Volak und Leopold Weinfurter in Verbindung.
Am 17. März 1941 wurde Muzik von der Gestapo festgenommen und gemeinsam mit Rosina Benedikt, Franz Mahlberger, Käthe Odwody, Josef Reznicek, Waldemar Rubas und Karl Tomasek wegen „Vorbereitung zum Hochverrat“ angeklagt und am 9. November 1942 zum Tod verurteilt. Sie teilte sich mit Käthe Odwody zeitweise die Todeszelle. Nach der Ablehnung ihres Gnadengesuchs am 8. September 1943 wurde Anna Muzik am 23. September 1943 im Landesgericht Wien hingerichtet.

## Gedenken
Anna Muzik wurde in einem gemeinsamen Grab mit Käthe Odwody im Ehrenhain der Gruppe 40, Reihe 25, Nr. 122 im Wiener Zentralfriedhof bestattet.
Im ehemaligen Hinrichtungsraum des Landesgericht für Strafsachen Wien ist ihr Name auf der Gedenktafel für die Opfer der NS-Justiz aufgeführt.
Ihr Name steht auf der Gedenktafel in Wien 10, Gudrunstraße 187, dem damaligen Standort der Brown-Boveri-Werke, die von der Belegschaft gestiftet wurde.